# Puc (Polska)
Puc (dodatkowa nazwa w j. kaszub. Pùc; niem. Putz) – wieś kaszubska w Polsce położona na Pojezierzu Kaszubskim w województwie pomorskim, w powiecie kościerskim, w gminie Kościerzyna. Wieś jest siedzibą sołectwa Puc o powierzchni 538,13 ha, w którego skład wchodzi również miejscowość Dąbrówka. 30.06.2014 sołectwo zamieszkałe było przez 224 osoby.
W latach 1975–1998 miejscowość administracyjnie należała do województwa gdańskiego. 
Do 1981 w Pucu istniał pałac z kompleksem parkowym. Upaństwowiony po 1945 stał się budynkiem socjalnym, co przyczyniło się do jego dewastacji i zniszczenia.